# Systeem Aarde

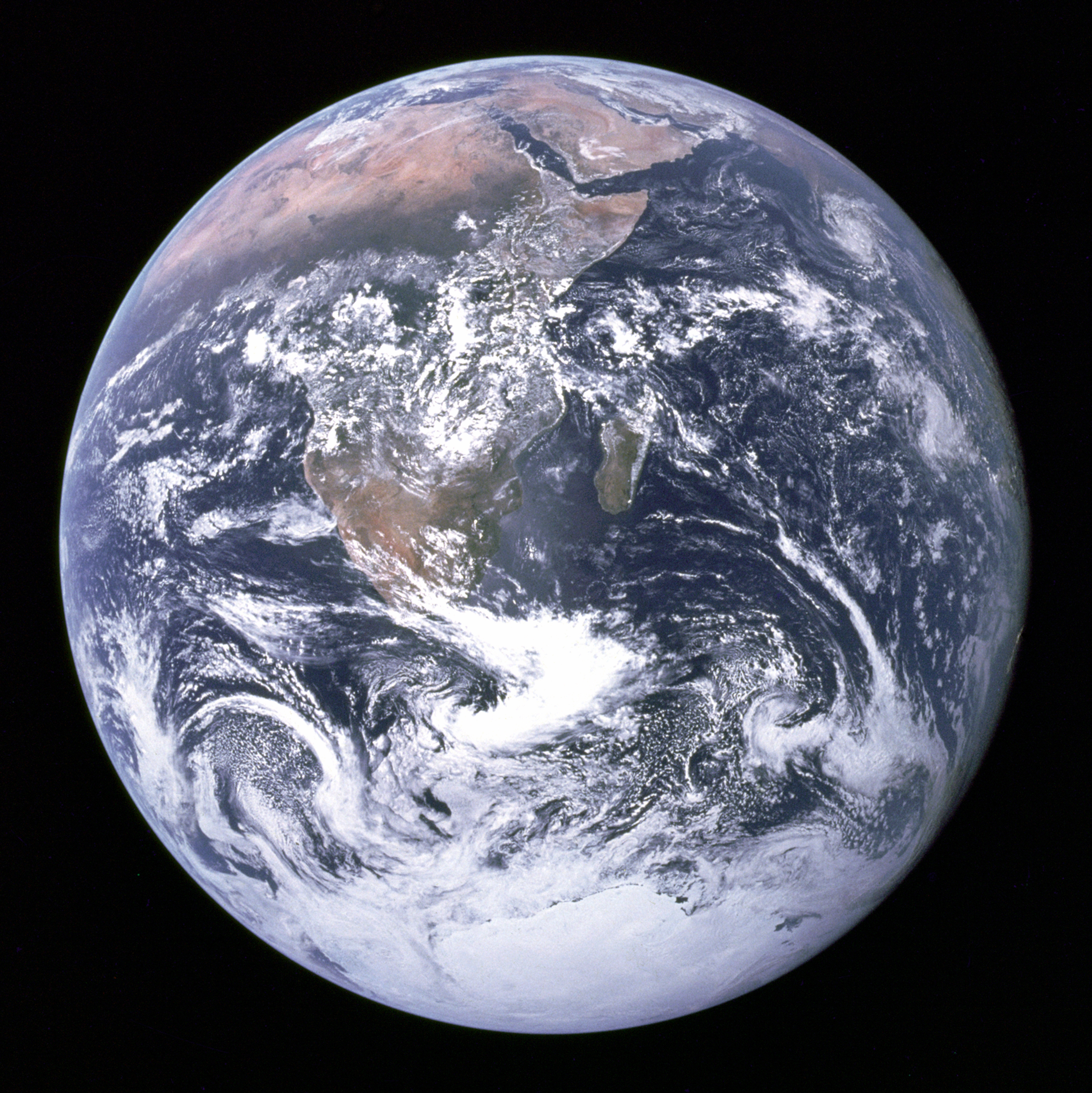
De Aarde uit de ruimte

Systeem Aarde is een concept uit de aardwetenschappen, en dan  met name uit de geochemie en de ecologie. Het concept houdt in dat alle onderdelen van de Aarde samen één groot dynamisch systeem vormen, waarbij de  onderdelen onderling in interactie zijn.

## Opbouw van het systeem
De Aarde wordt ingedeeld in "sferen", die als zelfstandige chemische en/of fysische systemen te beschouwen zijn: de aardatmosfeer die alle gassen bevat, de hydrosfeer met al het water, de biosfeer die het leven omvat en de lithosfeer die de vaste Aarde beslaat. Tegenwoordig verwijst lithosfeer met name naar de aardkorst, het buitenste gedeelte van de Aarde.
Binnen iedere sfeer vindt interne circulatie van stoffen en elementen plaats, door mechanismen en processen die uniek zijn voor elke sfeer. Zo kent de hydrosfeer een thermohaliene circulatie: de verspreiding door de oceaan van opgeloste stoffen.
De lithosfeer kent door planetaire differentiatie en magmatisme de transfer van stoffen in de vaste Aarde.
Het geheel van alle aardse sferen wordt wel geosfeer genoemd, vooral in de kosmologie.

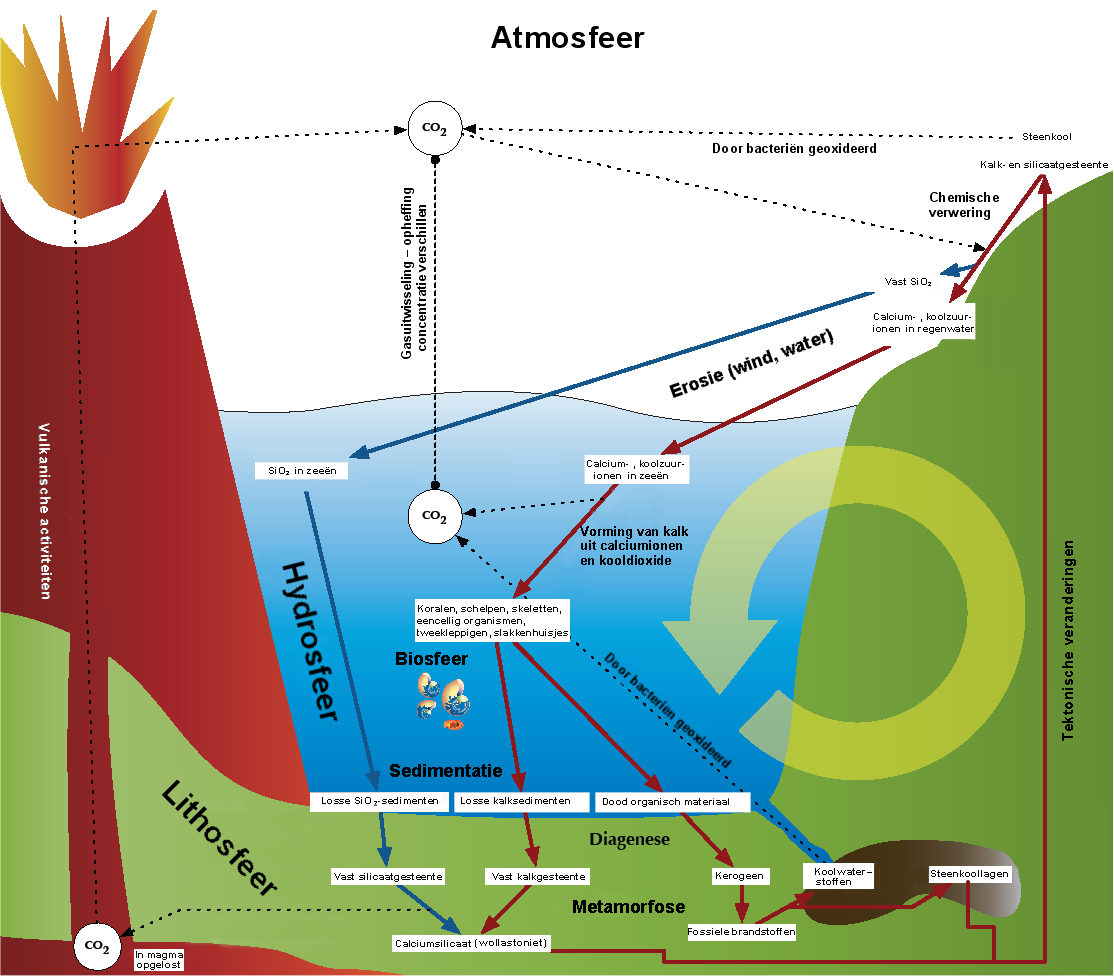
Schematische voorstelling van de koolstofkringloop, die de circulatie van het element koolstof beschrijft. De koolstofkringloop is een voorbeeld van interacties tussen verschillende sferen binnen het "systeem Aarde".

## Onderlinge interactie
"Systeem Aarde" houdt in dat alle sferen invloed op elkaar uitoefenen. De lithosfeer via vulkanisme op de atmosfeer; de atmosfeer en de hydrosfeer via verwering, erosie en sedimentatie op de lithosfeer. De hydrosfeer vormt de habitat van veel organismen in de biosfeer. De biosfeer zorgt via respiratie en fotosynthese voor de verspreiding van stoffen in de hydrosfeer en atmosfeer. Vegetatie kan erosie in de lithosfeer tegenhouden. Bewegingen in de lithosfeer bepalen waar de hydrosfeer zich kan verspreiden. Via evaporatie en neerslag beïnvloeden hydrosfeer en atmosfeer elkaar. De lithosfeer heeft, bijvoorbeeld door de opwekking van het aardmagnetisch veld, dat het leven tegen schadelijke geïoniseerde deeltjes uit de ruimte beschermt, invloed op de biosfeer.
In de geochemie worden de interacties meestal uitgedrukt in kringlopen van verschillende elementen door het systeem Aarde.

## Ontwikkeling van het concept
Al voor 1900 werd de scheiding van de Aarde in verschillende systemen gemaakt. De biosfeer werd voor het eerst als apart systeem beschreven door de Oostenrijkse geoloog Eduard Suess (1831-1914). Het concept "systeem Aarde", en de bestudering van massafluxen kwam op met de ontwikkeling van de geochemie, rond 1900. Geochemici als de Noorse petroloog Victor Goldtschmid (1888-1947) en de Russische kristallograaf Vladimir Vernadski (1863-1945) ontwikkelden theorieën over het circuleren van scheikundige elementen door de verschillende sferen.
Vernadski verdeelde het systeem Aarde in drie "sferen",  achtereenvolgens de: 
- geosfeer, de vaste Aarde,
- biosfeer, al het water, de atmosfeer en al het leven,
- noösfeer, het menselijk bewustzijn.

Hij zag de sferen als denkbeeldige schillen, elke sfeer oefent volgens hem invloed uit op de lagere sferen: het ontstaan van de biosfeer beïnvloedde de vaste Aarde, het ontstaan van intelligent leven heeft de biosfeer veranderd. In het systeem zat volgens Vernadski dus een stapsgewijze, bijna voorbestemde evolutie naar grotere complexiteit. Tegenwoordig worden niet Vernadski's maar Goldschmidts definities van geosfeer en biosfeer gebruikt. De geosfeer is dan de optelling van alle sferen bij elkaar; de biosfeer is alleen het leven en niet ook delen van de atmosfeer en hydrosfeer.
Vernadski's idee van een geordende evolutie werd opgepakt door de Franse theoloog en paleontoloog Teilhard de Chardin (1881-1955). Het systeem ontwikkelt zich volgens De Chardin met een voorbestemd patroon naar een punt van perfectie, het zogenaamde omegapunt. Hierin meende hij de hand van een hogere macht, namelijk "God", te zien.
Een recentere wetenschappelijke benadering van het systeem Aarde is de Gaia-hypothese van James Lovelock (1919 - 2022).